# Chiesa vetero-ortodossa dei Pomorcy
La Chiesa vetero-ortodossa dei Pomorcy' (in russo Древлеправославная поморская церковь?, Drevlepravoslavnaja pomorskaja cerkov) è una branca della fazione "senza preti" dei Vecchi Credenti, Credo nato da uno scisma interno alla Chiesa ortodossa russa alla fine del XVII secolo.

## Organizzazione
La Chiesa vetero-ortodossa dei Pomorci ha parrocchie in Russia, Lituania, Lettonia, Estonia, Polonia, Bielorussia e Ucraina (in questi stati sono diretti da un Concilio Nazionale e Commissioni Spirituali). Comunità sono altresì presenti negli Stati Uniti d'America e in Brasile.

## Storia
I Pomorcy (Russo: поморцы), anche conosciuti come Danilovci e Confessione di Danilov rappresentano una branca dei Bespopovcy. Tale confessione fu fondata alla fine del XVII secolo nella Carelia presso il fiume Vyg (Выг), da Danilov Vikulin e i fratelli Denisov. Inizialmente i Pomorcy negarono la santità del matrimonio e il culto dello zar. Successivamente si divisero in Novopomorcy, che riconoscevano il matrimonio e Staropomorcy. In seguito vi furono ulteriori scismi che comportarono la formazione dei Fedoseevcy e dei Filippovcy.
Secondo i dati del censimento del 2001, in Lituania ci sono più di 27.000 Vecchi Credenti aderenti a tale Chiesa.